# Іванда
Іванда (рум. Ivanda) — село у повіті Тіміш в Румунії. Входить до складу комуни Джулвез.
Село розташоване на відстані 424 км на захід від Бухареста, 31 км на південний захід від Тімішоари.

## Населення
За даними перепису населення 2002 року у селі проживали 613 осіб.
Національний склад населення села:
| Національність | Кількість осіб | Відсоток |
| -------------- | -------------- | -------- |
| румуни         | 438            | 71,5%    |
| серби          | 148            | 24,1%    |
| угорці         | 20             | 3,3%     |

Рідною мовою назвали:
| Мова      | Кількість осіб | Відсоток |
| --------- | -------------- | -------- |
| румунська | 444            | 72,4%    |
| сербська  | 141            | 23,0%    |
| угорська  | 20             | 3,3%     |